# Tornei di tennis femminili nel 1920
Prima della nascita del WTA Tour, ossia l'apertura alle tenniste professioniste dei tornei che prima di quell'anno erano riservati alle tenniste dilettanti, tutti gli eventi più importanti erano amatoriali, tra questi c'erano i tornei del Grande Slam: gli Australasian Championships, il Campionato francese di tennis, il Torneo di Wimbledon e gli U.S. National Championships.

## Calendario

### Gennaio
| Settimana  | Torneo                                                                         | Vincitore                                                 | Finalista                            | Semifinalisti | Eliminati ai quarti |
| ---------- | ------------------------------------------------------------------------------ | --------------------------------------------------------- | ------------------------------------ | ------------- | ------------------- |
| 11 gennaio | Beausite First Meeting 1920 Cannes, Francia Terra rossa Singolare - Doppio     | Suzanne Lenglen 6-1 6-0                                   | Madeleine O'Neil                     |               |                     |
| 11 gennaio | Beausite First Meeting 1920 Cannes, Francia Terra rossa Singolare - Doppio     |                                                           |                                      |               |                     |
| 11 gennaio | Beausite First Meeting 1920 Cannes, Francia Terra rossa Singolare - Doppio     | Doppio misto: Suzanne Lenglen Pierre Albarran 6-3 6-2     | Madeline O'Neill Arthur Wallis Myers |               |                     |
| 18 gennaio | Carlton Club First Meeting 1920 Cannes, Francia Terra rossa Singolare - Doppio | Suzanne Lenglen 6-0 6-1                                   | Elizabeth Ryan                       |               |                     |
| 18 gennaio | Carlton Club First Meeting 1920 Cannes, Francia Terra rossa Singolare - Doppio |                                                           |                                      |               |                     |
| 18 gennaio | Carlton Club First Meeting 1920 Cannes, Francia Terra rossa Singolare - Doppio | Doppio misto: Elizabeth Ryan Major Ritchie 6-1 4-3 ritiro | Suzanne Lenglen Pierre Albarran      |               |                     |
| 31 gennaio | Casino Heights Invitational 1920 Brooklyn, USA Indoor Singolare - Doppio       | Molla Bjurstedt 6-3 6-4                                   | Eleanor Goss                         |               |                     |
| 31 gennaio | Casino Heights Invitational 1920 Brooklyn, USA Indoor Singolare - Doppio       | Molla Mallory Mrs Rawson Wood 6-1 6-4                     | Bessie Holden Mrs Albert Humphries   |               |                     |

### Febbraio
| Settimana   | Torneo                                                                           | Vincitore                                               | Finalista                        | Semifinalisti | Eliminati ai quarti |
| ----------- | -------------------------------------------------------------------------------- | ------------------------------------------------------- | -------------------------------- | ------------- | ------------------- |
| 23 febbraio | Carlton Club Second Meeting 1920 Cannes, Francia Singolare - Doppio              | Elizabeth Ryan 6-0 6-1                                  | Geraldine Beamish                |               |                     |
| 23 febbraio | Carlton Club Second Meeting 1920 Cannes, Francia Singolare - Doppio              |                                                         |                                  |               |                     |
| 23 febbraio | Carlton Club Second Meeting 1920 Cannes, Francia Singolare - Doppio              | Doppio misto: Elizabeth Ryan Major Ritchie 6-3 6-1      | Geraldine Beamish Ambrose Dudley |               |                     |
| 29 febbraio | Torneo di Beaulieu 1920 Beaulieu-sur-Mer, Francia Terra rossa Singolare - Doppio | Suzanne Lenglen 6-2 6-0                                 | Elizabeth Ryan                   |               |                     |
| 29 febbraio | Torneo di Beaulieu 1920 Beaulieu-sur-Mer, Francia Terra rossa Singolare - Doppio |                                                         |                                  |               |                     |
| 29 febbraio | Torneo di Beaulieu 1920 Beaulieu-sur-Mer, Francia Terra rossa Singolare - Doppio | Doppio misto: Suzanne Lenglen Major Ritchie 6-4 4-6 6-3 | Elizabeth Ryan Gordon Lowe       |               |                     |

### Marzo
| Settimana | Torneo                                                                           | Vincitore                                                  | Finalista                              | Semifinalisti | Eliminati ai quarti |
| --------- | -------------------------------------------------------------------------------- | ---------------------------------------------------------- | -------------------------------------- | ------------- | ------------------- |
| marzo     | South African Championships 1920 Johannesburg, Sudafrica Singolare - Doppio      | Olive Winslow 6-3 7-5                                      | Miss Phillips                          |               |                     |
| marzo     | South African Championships 1920 Johannesburg, Sudafrica Singolare - Doppio      |                                                            |                                        |               |                     |
| 7 marzo   | Condamine Courts Championships 1920 Monte Carlo, Monaco Singolare - Doppio       | Suzanne Lenglen 6-1 6-2                                    | Elizabeth Ryan                         |               |                     |
| 7 marzo   | Condamine Courts Championships 1920 Monte Carlo, Monaco Singolare - Doppio       | Suzanne Lenglen Elizabeth Ryan 6-1 6-2                     | Winifred Beamish Sigrid Fick           |               |                     |
| 7 marzo   | Condamine Courts Championships 1920 Monte Carlo, Monaco Singolare - Doppio       | Doppio misto: Suzanne Lenglen Pierre Albarran 8-6 8-6      | Elizabeth Ryan Major Ritchie           |               |                     |
| 14 marzo  | Riviera Championships 1920 Mentone, Francia Singolare - Doppio                   | Winifred Beamish 6-1 4-6 6-2                               | Sigrid Fick                            |               |                     |
| 14 marzo  | Riviera Championships 1920 Mentone, Francia Singolare - Doppio                   |                                                            |                                        |               |                     |
| 14 marzo  | Riviera Championships 1920 Mentone, Francia Singolare - Doppio                   | Doppio misto: Geraldine Beamish Ambrose Dudley 4-6 6-0 6-0 | Sigrid Fick Nicolae Mishu              |               |                     |
| 20 marzo  | South Australian Championships 1920 Adelaide, Australia Singolare - Doppio       | Margaret Molesworth 6-2 6-2                                | Esna Boyd                              |               |                     |
| 20 marzo  | South Australian Championships 1920 Adelaide, Australia Singolare - Doppio       | Esna Boyd Miss Browning 6-2 6-2                            | Miss Bury Miss Salter                  |               |                     |
| 20 marzo  | South Australian Championships 1920 Adelaide, Australia Singolare - Doppio       | Doppio misto: Miss Browning Pat O'Hara Wood 6-3 9-7        | Kath Le Messurier AR Taylor            |               |                     |
| 20 marzo  | US Indoors 1920 New York, USA Singolare - Doppio                                 | Helen Pollack Falk 8-6 6-2                                 | Edith Sigourney                        |               |                     |
| 20 marzo  | US Indoors 1920 New York, USA Singolare - Doppio                                 | Mrs L. Gouverneur-Morris Helene Pollak 6-2 6-4             | Gertrude della Torre Caroma Winn       |               |                     |
| 21 marzo  | South of France Championships 1920 Nizza, Francia Terra rossa Singolare - Doppio | Winifred Beamish walkover                                  | Suzanne Lenglen                        |               |                     |
| 21 marzo  | South of France Championships 1920 Nizza, Francia Terra rossa Singolare - Doppio |                                                            |                                        |               |                     |
| 21 marzo  | South of France Championships 1920 Nizza, Francia Terra rossa Singolare - Doppio | Doppio misto: Suzanne Lenglen Pierre Albarran 2-6 6-2 7-5  | Geraldine Beamish Ambrose Dudley       |               |                     |
| 28 marzo  | Côte d'Azur Championships 1920 Cannes, Francia Singolare - Doppio                | Elizabeth Ryan                                             | Geraldine Beamish                      |               |                     |
| 28 marzo  | Côte d'Azur Championships 1920 Cannes, Francia Singolare - Doppio                | Suzanne Lenglen Elizabeth Ryan 6-1 6-1                     | Winifred Beamish Phyllis Satterthwaite |               |                     |
| 28 marzo  | Côte d'Azur Championships 1920 Cannes, Francia Singolare - Doppio                | Doppio misto: Geraldine Beamish Francis Fisher 6-1 6-3     | Phyllis Howkins Ambrose Dudley         |               |                     |

### Aprile
| Settimana | Torneo                                                                            | Vincitore                                                  | Finalista                            | Semifinalisti | Eliminati ai quarti |
| --------- | --------------------------------------------------------------------------------- | ---------------------------------------------------------- | ------------------------------------ | ------------- | ------------------- |
| 6 aprile  | Cannes Championships 1920 Cannes, Francia Singolare - Doppio                      | Elizabeth Ryan 6-2 6-2                                     | Geraldine Beamish                    |               |                     |
| 6 aprile  | Cannes Championships 1920 Cannes, Francia Singolare - Doppio                      |                                                            |                                      |               |                     |
| 6 aprile  | Cannes Championships 1920 Cannes, Francia Singolare - Doppio                      | Doppio misto: Geraldine Beamish Francis Fisher 4-6 6-2 6-2 | Phyllis Satterthwaite Ambrose Dudley |               |                     |
| 11 aprile | French Covered Court Championships 1920 Parigi, Francia Singolare - Doppio        | Germaine Golding 6-8 6-3 6-1                               | Jeanne Vaussard                      |               |                     |
| 11 aprile | French Covered Court Championships 1920 Parigi, Francia Singolare - Doppio        | Jeanne Vaussard Germaine Golding 7-5 6-4                   | Marie Conquet Marie Danet            |               |                     |
| 11 aprile | French Covered Court Championships 1920 Parigi, Francia Singolare - Doppio        | Doppio misto: Germaine Golding William Laurentz 6-1 6-4    | Marie Conquet Marcel Dupont          |               |                     |
| 14 aprile | North & South Tournament 1920 Pinehurst, USA Terra rossa Singolare - Doppio       | Marion Zinderstein 7-5 6-1                                 | Marion Zinderstein                   |               |                     |
| 14 aprile | North & South Tournament 1920 Pinehurst, USA Terra rossa Singolare - Doppio       | Helen Gilleaudeau Marion Zinderstein 6-1 6-4               | Dorothy Briggs Gertrude della Torre  |               |                     |
| 14 aprile | North & South Tournament 1920 Pinehurst, USA Terra rossa Singolare - Doppio       | Doppio misto: Marion Zinderstein Bill Tilden 6-1 6-2       | Florence Ballin Harold Throckmorton  |               |                     |
| 17 aprile | British Covered Court Championships 1920 Londra, Gran Bretagna Singolare - Doppio | Elizabeth Ryan walkover                                    | Dorothea Douglass                    |               |                     |
| 17 aprile | British Covered Court Championships 1920 Londra, Gran Bretagna Singolare - Doppio | Torneo non disputato                                       |                                      |               |                     |
| 17 aprile | British Covered Court Championships 1920 Londra, Gran Bretagna Singolare - Doppio | Doppio misto: Elizabeth Ryan Randolph Lycett 6-2 6-2       | Doris Craddock GTC. Watt             |               |                     |
| 24 aprile | Surrey Hard Court Championships 1920 Roehampton, Gran Bretagna Singolare - Doppio | Elizabeth Ryan 6-1 6-0                                     | Doris Craddock                       |               |                     |
| 24 aprile | Surrey Hard Court Championships 1920 Roehampton, Gran Bretagna Singolare - Doppio | Elizabeth Ryan Ethel Thomson 6-2 6-1                       | Dorothea Douglass Mabel Parton       |               |                     |
| 24 aprile | Surrey Hard Court Championships 1920 Roehampton, Gran Bretagna Singolare - Doppio | Doppio misto: Elizabeth Ryan Randolph Lycett 6-3 6-3       | Aurea Edgington Jose-Maria Alonso    |               |                     |
| 25 aprile | Spanish International Championships 1920 Barcellona, Spagna Singolare - Doppio    | Francisca Subirana 6-4 7-5                                 | Isabel Fonrodona                     |               |                     |
| 25 aprile | Spanish International Championships 1920 Barcellona, Spagna Singolare - Doppio    | Francisca Subirana Rosa Torras 6-3 6-2                     | Baronesa de Segur Luisa Carvajal     |               |                     |
| 25 aprile | Spanish International Championships 1920 Barcellona, Spagna Singolare - Doppio    | Doppio misto: Isabel Fonrodona Marcel Dupont 6-3 6-3       | Luisa Carvajal Jose-Maria Alonso     |               |                     |

### Maggio
| Settimana | Torneo                                                                                             | Vincitore                                                | Finalista                                 | Semifinalisti | Eliminati ai quarti |
| --------- | -------------------------------------------------------------------------------------------------- | -------------------------------------------------------- | ----------------------------------------- | ------------- | ------------------- |
| 1º maggio | Beausite Third Meeting 1920 Cannes, Francia Singolare - Doppio                                     | Suzanne Lenglen 6-1 6-1                                  | Sigrid Fick                               |               |                     |
| 1º maggio | Beausite Third Meeting 1920 Cannes, Francia Singolare - Doppio                                     |                                                          |                                           |               |                     |
| 1º maggio | Beausite Third Meeting 1920 Cannes, Francia Singolare - Doppio                                     | Doppio misto: Suzanne Lenglen Pierre Albarran 6-2 6-1    | Marie Storms Beverly Covell               |               |                     |
| 3 maggio  | Hendon Hard Court Championships 1920 (London Flying Club) Hendon, Gran Bretagna Singolare - Doppio | Elizabeth Ryan 6-3 6-3                                   | Dorothy Holman                            |               |                     |
| 3 maggio  | Hendon Hard Court Championships 1920 (London Flying Club) Hendon, Gran Bretagna Singolare - Doppio | Elizabeth Ryan Ethel Thomson 6-2 6-3                     | Dorothy Holman Mabel Parton               |               |                     |
| 3 maggio  | Hendon Hard Court Championships 1920 (London Flying Club) Hendon, Gran Bretagna Singolare - Doppio | Doppio misto: Elizabeth Ryan Randolph Lycett 7-5 6-1     | Ethel Larcombe Alfred Ingram              |               |                     |
| 12 maggio | Torneo di Roehampton 1920 Roehampton, Gran Bretagna Singolare - Doppio                             | Elizabeth Ryan                                           | Madeline O'Neill                          |               |                     |
| 12 maggio | Torneo di Roehampton 1920 Roehampton, Gran Bretagna Singolare - Doppio                             | Elizabeth Ryan Ethel Thomson                             | Aurea Edgington Dorothy Holman            |               |                     |
| 15 maggio | New South Wales Championships 1920 Sydney, Australia Singolare - Doppio                            | Annie Halley 6-4 6-3                                     | Annie Baker-Ford                          |               |                     |
| 15 maggio | New South Wales Championships 1920 Sydney, Australia Singolare - Doppio                            | Annie Baker-Ford Nellie Halley 3-6 6-2 6-3               | Mrs H Fuller Floris Saint George          |               |                     |
| 15 maggio | New South Wales Championships 1920 Sydney, Australia Singolare - Doppio                            | Doppio misto: Floris Saint George Norman Peach 8-6 6-4   | Mrs H Fuller Frank Peach                  |               |                     |
| 22 maggio | Surrey Championships 1920 Surbiton, Gran Bretagna Singolare - Doppio                               | Dorothea Douglass 6-4 6-2                                | Elizabeth Ryan                            |               |                     |
| 22 maggio | Surrey Championships 1920 Surbiton, Gran Bretagna Singolare - Doppio                               | Elizabeth Ryan Ethel Thomson 6-1 6-1                     | Charlotte Sterry Mrs EBW Warburg          |               |                     |
| 22 maggio | Surrey Championships 1920 Surbiton, Gran Bretagna Singolare - Doppio                               | Doppio misto: Elizabeth Ryan Randolph Lycett 4-6 6-3 6-1 | Ethel Larcombe Gordon Lowe                |               |                     |
| 29 maggio | West of England Championships 1920 Bristol, Gran Bretagna Singolare - Doppio                       | Mabel Parton 9-7 6-8 6-4                                 | Doris Craddock                            |               |                     |
| 29 maggio | West of England Championships 1920 Bristol, Gran Bretagna Singolare - Doppio                       | Edith Bromfield Edith Hannam 6-2 6-4                     | Doris Craddock Mabel Parton               |               |                     |
| 29 maggio | West of England Championships 1920 Bristol, Gran Bretagna Singolare - Doppio                       | Doppio misto: Mabel Parton Gordon Lowe 6-2 6-2           | Doris Craddock Frank Riseley              |               |                     |
| 29 maggio | Middlesex Championships 1920 Chiswick Park, Gran Bretagna Singolare - Doppio                       | Elizabeth Ryan 7-5 6-2                                   | Dorothea Lambert Chambers                 |               |                     |
| 29 maggio | Middlesex Championships 1920 Chiswick Park, Gran Bretagna Singolare - Doppio                       | Dorothea Douglass Elizabeth Ryan 6-4 7-5                 | Winifred Beamish Phyllis Howkins Covell   |               |                     |
| 29 maggio | Middlesex Championships 1920 Chiswick Park, Gran Bretagna Singolare - Doppio                       | Doppio misto: Elizabeth Ryan Stanley Doust 6-3 6-4       | Dorothea Lambert Chambers Randolph Lycett |               |                     |
| 30 maggio | World Hard Court Championships 1920 Parigi, Francia Terra rossa Singolare - Doppio                 | Dorothy Holman 6-0 7-5                                   | Francisca Subirana                        |               |                     |
| 30 maggio | World Hard Court Championships 1920 Parigi, Francia Terra rossa Singolare - Doppio                 | Dorothy Holman Phyllis Satterthwaite 6-3 6-1             | Germaine Golding Jeanne Vaussard          |               |                     |
| 30 maggio | World Hard Court Championships 1920 Parigi, Francia Terra rossa Singolare - Doppio                 | Doppio misto: Germaine Golding William Laurentz walkover | Suzanne Amblard Max Décugis               |               |                     |

### Giugno
| Settimana | Torneo                                                                            | Vincitore                                                | Finalista                               | Semifinalisti | Eliminati ai quarti |
| --------- | --------------------------------------------------------------------------------- | -------------------------------------------------------- | --------------------------------------- | ------------- | ------------------- |
| giugno    | Pacific Coast Championships 1920 Berkeley, USA Singolare - Doppio                 | Helen Baker 6-1 6-3                                      | Carmen Tarilton                         |               |                     |
| giugno    | Pacific Coast Championships 1920 Berkeley, USA Singolare - Doppio                 | Helen Baker Mrs Ream Leachman 6-2 6-0                    | Mrs Cushing Carmen Tarilton             |               |                     |
| 5 giugno  | Hertfordshire Championships 1920 Harpenden, Gran Bretagna Singolare - Doppio      | Phyllis Satterthwaite 6-3 7-5                            | Helen Leisk                             |               |                     |
| 5 giugno  | Hertfordshire Championships 1920 Harpenden, Gran Bretagna Singolare - Doppio      | Helen Leisk Phyllis Satterthwaite 6-3 7-5                | Miss Carvel Evelyn Colyer               |               |                     |
| 5 giugno  | Hertfordshire Championships 1920 Harpenden, Gran Bretagna Singolare - Doppio      | Doppio misto: Dorothy Shepherd F.H. Jarvis 6-3 6-1       | Miss Carvel E.U. Williams               |               |                     |
| 5 giugno  | Northern Championships 1920 Liverpool, Gran Bretagna Singolare - Doppio           | Elizabeth Ryan 6-1 6-3                                   | Aurea Edgington                         |               |                     |
| 5 giugno  | Northern Championships 1920 Liverpool, Gran Bretagna Singolare - Doppio           | Elizabeth Ryan Ethel Thomson 4-6 6-3 6-2                 | Dorothea Douglass Winifred McNair       |               |                     |
| 5 giugno  | Northern Championships 1920 Liverpool, Gran Bretagna Singolare - Doppio           | Doppio misto: Elizabeth Ryan Randolph Lycett 3-6 6-4 6-4 | Dorothea Lambert Chambers Stanley Doust |               |                     |
| 7 giugno  | Eastern New York State Championships 1920 New York, USA Singolare - Doppio        | Mrs E. Lynch 8-6 6-4                                     | Dorothy Briggs                          |               |                     |
| 7 giugno  | Eastern New York State Championships 1920 New York, USA Singolare - Doppio        | Dorothy Briggs Mrs L. Morris 6-3 2-6 6-2                 | Mrs E. Lynch Mrs S. Waring              |               |                     |
| 12 giugno | Kent Championships 1920 Beckenham, Gran Bretagna Singolare - Doppio               | Elizabeth Ryan titolo condiviso                          | Winifred McNair                         |               |                     |
| 12 giugno | Kent Championships 1920 Beckenham, Gran Bretagna Singolare - Doppio               | Dorothea Douglass Elizabeth Ryan titolo condiviso        | Margaret McKane Stocks Aurea Edgington  |               |                     |
| 12 giugno | Kent Championships 1920 Beckenham, Gran Bretagna Singolare - Doppio               | Doppio misto: Torneo non completato                      |                                         |               |                     |
| 13 giugno | Campionato francese di tennis 1920 Parigi, Francia Terra rossa Singolare - Doppio | Suzanne Lenglen 6-1, 7-5                                 | Marguerite Broquedis                    |               |                     |
| 13 giugno | Campionato francese di tennis 1920 Parigi, Francia Terra rossa Singolare - Doppio | Élisabeth d'Ayen Suzanne Lenglen 6–1, 6–1                | Germaine Golding Jeanne Vaussard        |               |                     |
| 19 giugno | Queen's Club Championships 1920 Londra, Gran Bretagna Erba Singolare - Doppio     | Dorothy Holman walkover                                  | Ethel Larcombe                          |               |                     |
| 19 giugno | Queen's Club Championships 1920 Londra, Gran Bretagna Erba Singolare - Doppio     | Ethel Larcombe Phyllis Satterthwaite 6-4 6-1             | Doris Craddock Miss Marriott            |               |                     |
| 19 giugno | Queen's Club Championships 1920 Londra, Gran Bretagna Erba Singolare - Doppio     | Doppio misto: Ethel Larcombe Brian Norton 6-0 6-2        | Dorothy Shepherd F.H. Jarvis            |               |                     |

### Luglio
| Settimana | Torneo                                                                            | Vincitore                                                   | Finalista                          | Semifinalisti | Eliminati ai quarti |
| --------- | --------------------------------------------------------------------------------- | ----------------------------------------------------------- | ---------------------------------- | ------------- | ------------------- |
| 3 luglio  | Torneo di Wimbledon 1920 Londra, Gran Bretagna Erba Singolare - Doppio            | Suzanne Lenglen 6-3, 6-0                                    | Dorothea Douglass                  |               |                     |
| 3 luglio  | Torneo di Wimbledon 1920 Londra, Gran Bretagna Erba Singolare - Doppio            | Suzanne Lenglen Elizabeth Ryan 6-4, 6-0                     | Dorothea Douglass Ethel Thomson    |               |                     |
| 6 luglio  | Connecticut State Championships 1920 New Canaan, USA Singolare - Doppio           | Louise Hammond 6-4 7-5                                      | Lynch                              |               |                     |
| 6 luglio  | Connecticut State Championships 1920 New Canaan, USA Singolare - Doppio           |                                                             |                                    |               |                     |
| 11 luglio | Greenwich Country Club Championships 1920 Greenwich, USA Singolare - Doppio       | Marie Wagner 6-0 6-4                                        | Margaret Grove                     |               |                     |
| 11 luglio | Greenwich Country Club Championships 1920 Greenwich, USA Singolare - Doppio       | Clare Cassel Marie Wagner 8-6 6-4                           | Louise Raymond Mrs F. Welte        |               |                     |
| 17 luglio | Torneo di Frinton-on-Sea 1920 Frinton-on-Sea, Gran Bretagna Singolare - Doppio    | Kitty McKane 6-4 6-2                                        | Winifred McNair                    |               |                     |
| 17 luglio | Torneo di Frinton-on-Sea 1920 Frinton-on-Sea, Gran Bretagna Singolare - Doppio    | Dorothea Lambert Chambers Winifred McNair 3-6 6-1 7-5       | Kitty McKane Phyllis Satterthwaite |               |                     |
| 17 luglio | Torneo di Frinton-on-Sea 1920 Frinton-on-Sea, Gran Bretagna Singolare - Doppio    | Doppio misto: Dorothea Lambert Chambers Gordon Lowe 6-4 6-3 | Winifred McNair A. Vincent Burr    |               |                     |
| 17 luglio | Welsh Championships 1920 Newport, Gran Bretagna Singolare - Doppio                | Edith Hannam 6-0 4-6 6-1                                    | Mrs Fletcher                       |               |                     |
| 17 luglio | Welsh Championships 1920 Newport, Gran Bretagna Singolare - Doppio                |                                                             |                                    |               |                     |
| 17 luglio | Welsh Championships 1920 Newport, Gran Bretagna Singolare - Doppio                | Doppio misto: Edith Hannam P Freeman 8-6 6-0                | Kathleen Raikes GRS Byass          |               |                     |
| 17 luglio | Nottinghamshire Championships 1920 Nottingham, Gran Bretagna Singolare - Doppio   | Aurea Edgington 6-3 6-1                                     | Olive Winslow                      |               |                     |
| 17 luglio | Nottinghamshire Championships 1920 Nottingham, Gran Bretagna Singolare - Doppio   | Aurea Edgington Ethel Larcombe 6-0 6-3                      | A. Hogg Mrs F. Walker              |               |                     |
| 17 luglio | Nottinghamshire Championships 1920 Nottingham, Gran Bretagna Singolare - Doppio   | Doppio misto: Ethel Larcombe Louis Raymond                  | Olive Winslow Charles Winslow      |               |                     |
| 17 luglio | Irish Championships 1920 Dublino, Irlanda Singolare - Doppio                      | Elizabeth Ryan 6-2 6-2                                      | Geraldine Beamish                  |               |                     |
| 17 luglio | Irish Championships 1920 Dublino, Irlanda Singolare - Doppio                      | Winifred Beamish Elizabeth Ryan 6-1 6-2                     | Miss Stewart Miss Thomlinson       |               |                     |
| 17 luglio | Irish Championships 1920 Dublino, Irlanda Singolare - Doppio                      | Doppio misto: Elizabeth Ryan George Thomas 8-6 4-6 6-3      | Geraldine Beamish Val Miley        |               |                     |
| 18 luglio | US Clay Court Championships 1920 Chicago, USA Singolare - Doppio                  | Marion Zinderstein 6-0 6-1                                  | Miss C. Gould                      |               |                     |
| 18 luglio | US Clay Court Championships 1920 Chicago, USA Singolare - Doppio                  | Florence Ballin Eleanor Tennant                             |                                    |               |                     |
| 24 luglio | Midland Counties Championships 1920 Edgbaston, Gran Bretagna Singolare - Doppio   | Dorothy Shephard 8-6 7-5                                    | Lesley Cadle                       |               |                     |
| 24 luglio | Midland Counties Championships 1920 Edgbaston, Gran Bretagna Singolare - Doppio   | Lesley Cadle Marie Hazel 2-6 6-3 6-3                        | Miss Rimington Olive Winslow       |               |                     |
| 24 luglio | Midland Counties Championships 1920 Edgbaston, Gran Bretagna Singolare - Doppio   | Doppio misto: Ethel Larcombe Alfred Beamish 6-4 6-2         | Winifred McNair Frank Riseley      |               |                     |
| 25 luglio | Metropolitan Grass Court Championships 1920 New York, USA Erba Singolare - Doppio | Marion Zinderstein 9-7 6-1                                  | Eleanor Goss                       |               |                     |
| 25 luglio | Metropolitan Grass Court Championships 1920 New York, USA Erba Singolare - Doppio | Leslie Bancroft Phyllis Walsh walkover                      | Clare Cassel Marie Wagner          |               |                     |
| 25 luglio | Metropolitan Grass Court Championships 1920 New York, USA Erba Singolare - Doppio | Doppio misto: Eleanor Tennant W.A. Campbell 9-7 6-4         | Mrs B. Cole Lyle Mahan             |               |                     |
| 25 luglio | Greenwich Field Club Invitational 1920 Greenwich, USA Singolare - Doppio          | Eleanor Tennant 7-5 6-1                                     | Florence Ballin                    |               |                     |
| 25 luglio | Greenwich Field Club Invitational 1920 Greenwich, USA Singolare - Doppio          | Florence Ballin Eleanor Tennant 7-5 6-3                     | Edith Handy Mrs Robert Le Roy      |               |                     |
| 31 luglio | Northumberland Championships 1920 Newcastle, Gran Bretagna Singolare - Doppio     | Elizabeth Ryan 6-1 6-2                                      | Dorothy Shepherd                   |               |                     |
| 31 luglio | Northumberland Championships 1920 Newcastle, Gran Bretagna Singolare - Doppio     | Elizabeth Ryan Ethel Thomson 6-1 6-3                        | K.B. Aitchison Ruth Watson         |               |                     |
| 31 luglio | Northumberland Championships 1920 Newcastle, Gran Bretagna Singolare - Doppio     | Doppio misto: Elizabeth Ryan Louis Raymond 4-6 8-6 6-1      | Ethel Larcombe Charles Winslow     |               |                     |

### Agosto
| Settimana | Torneo                                                                                 | Vincitore                                                 | Finalista                           | Semifinalisti | Eliminati ai quarti |
| --------- | -------------------------------------------------------------------------------------- | --------------------------------------------------------- | ----------------------------------- | ------------- | ------------------- |
| 2 agosto  | Long Island Championships 1920 New York, USA Singolare - Doppio                        | Florence Ballin 4-6 6-1 9-7                               | Marie Wagner                        |               |                     |
| 2 agosto  | Long Island Championships 1920 New York, USA Singolare - Doppio                        | Clare Cassel Marie Wagner 3-6 6-4 6-4                     | Mrs de Forest Candee Phyllis Walsh  |               |                     |
| 2 agosto  | Long Island Championships 1920 New York, USA Singolare - Doppio                        | Doppio misto: Margaret Grove J. Harry Steinkampf 6-1 8-6  | Mrs Edward V Lynch Walter Toussaint |               |                     |
| 7 agosto  | Isle of Wight Sandown Championships 1920 Sandown, Gran Bretagna Singolare - Doppio     | Kitty McKane 6-0 6-3                                      | Phyllis Howkins                     |               |                     |
| 7 agosto  | Isle of Wight Sandown Championships 1920 Sandown, Gran Bretagna Singolare - Doppio     | Kitty McKane Margaret McKane 6-1 6-3                      | E. Kelsey M. Kelsey                 |               |                     |
| 7 agosto  | Isle of Wight Sandown Championships 1920 Sandown, Gran Bretagna Singolare - Doppio     | Doppio misto: Kitty McKane John Gilbert 6-4 6-2           | Edith Johnson George Thomas         |               |                     |
| 7 agosto  | Torneo di Hastings 1920 Hastings, Gran Bretagna Singolare - Doppio                     | Madeleine O'Neil 6-1 6-4                                  | Christine Tyrrell                   |               |                     |
| 7 agosto  | Torneo di Hastings 1920 Hastings, Gran Bretagna Singolare - Doppio                     |                                                           |                                     |               |                     |
| 7 agosto  | Torneo di Hastings 1920 Hastings, Gran Bretagna Singolare - Doppio                     | Doppio misto: Madeline O'Neill C.W. Murray 6-2 6-4        | Mrs Hutcheson R. Bernard            |               |                     |
| 7 agosto  | Torneo di Exmouth 1920 Exmouth, Gran Bretagna Singolare - Doppio                       | Phyllis Satterthwaite 6-3 6-0                             | M. Aplin                            |               |                     |
| 7 agosto  | Torneo di Exmouth 1920 Exmouth, Gran Bretagna Singolare - Doppio                       | Mrs Kirkpatrick Phyllis Satterthwaite 6-3 6-3             | Mrs Cook Miss Templeton             |               |                     |
| 7 agosto  | Torneo di Exmouth 1920 Exmouth, Gran Bretagna Singolare - Doppio                       | Doppio misto: Phyllis Satterthwaite Jack Hillyard 6-1 6-4 | E. Miller A.J. Veysey               |               |                     |
| 7 agosto  | Queensland Championships 1920 Brisbane, Australia Singolare - Doppio                   | Annie Baker-Ford 6-0 6-2                                  | Beryl Turner                        |               |                     |
| 7 agosto  | Queensland Championships 1920 Brisbane, Australia Singolare - Doppio                   | Annie Baker-Ford Mrs Henry 6-9 6-3 6-3                    | Miss Irving Miss Wilson             |               |                     |
| 7 agosto  | Queensland Championships 1920 Brisbane, Australia Singolare - Doppio                   | Doppio misto: Annie Baker-Ford Mr Peach 6-3 3-6 6-1       | Miss Campbell Mr Timbury            |               |                     |
| 8 agosto  | Seabright Invitational 1920 Seabright, USA Singolare - Doppio                          | Marion Zinderstein 6-4 6-2                                | Eleanor Tennant                     |               |                     |
| 8 agosto  | Seabright Invitational 1920 Seabright, USA Singolare - Doppio                          | Eleanor Tennant Marion Zinderstein 6-3 6-2                | Clare Cassel Marie Wagner           |               |                     |
| 8 agosto  | Seabright Invitational 1920 Seabright, USA Singolare - Doppio                          | Doppio misto: Marion Zinderstein Watson Washburn 6-2 6-2  | Edith Sigourney Dean Mathey         |               |                     |
| 9 agosto  | Torneo di Ostenda 1920 Ostenda, Belgio Terra rossa Singolare - Doppio                  | Suzanne Lenglen 6-0 6-0                                   | Helen Leisk                         |               |                     |
| 9 agosto  | Torneo di Ostenda 1920 Ostenda, Belgio Terra rossa Singolare - Doppio                  |                                                           |                                     |               |                     |
| 9 agosto  | Torneo di Ostenda 1920 Ostenda, Belgio Terra rossa Singolare - Doppio                  | Doppio misto: Suzanne Lenglen Ronald Thomas 6-2 9-7       | Helen Leisk Paul de Borman          |               |                     |
| 12 agosto | Torneo di Knokke-sur-Mer 1920 Knokke, Belgio Terra rossa Singolare - Doppio            | Suzanne Lenglen 6-0 6-2                                   | Anne de Borman                      |               |                     |
| 12 agosto | Torneo di Knokke-sur-Mer 1920 Knokke, Belgio Terra rossa Singolare - Doppio            | Anne de Borman Suzanne Lenglen 6-1 6-0                    | Mme Leclerc Simone Washer           |               |                     |
| 12 agosto | Torneo di Knokke-sur-Mer 1920 Knokke, Belgio Terra rossa Singolare - Doppio            | Doppio misto: Suzanne Lenglen Ronald Thomas 6-0 6-3       | Anne de Borman Jean Washer          |               |                     |
| 13 agosto | Rhode Island State Championships 1920 Providence, USA Singolare - Doppio               | Eleanor Tennant 7-5 6-3                                   | Helen Baker                         |               |                     |
| 13 agosto | Rhode Island State Championships 1920 Providence, USA Singolare - Doppio               | Florence Ballin Leslie Bancroft 6-0 6-2                   | Mrs W. Huntoon Dorothy van Slyck    |               |                     |
| 14 agosto | Worthing Autumn Meeting 1920 Worthing, Gran Bretagna Singolare - Doppio                | Louise Bull 6-2 6-4                                       | Violet Pinckney                     |               |                     |
| 14 agosto | Worthing Autumn Meeting 1920 Worthing, Gran Bretagna Singolare - Doppio                | Dorothy Shepherd Mrs Warburg 6-3 3-6 6-1                  | A. Dillon Madeline O'Neill          |               |                     |
| 14 agosto | Worthing Autumn Meeting 1920 Worthing, Gran Bretagna Singolare - Doppio                | Doppio misto: Dorothy Shepherd C. Philcox 3-6 8-6 6-4     | Mrs Belchamber D Belchamber         |               |                     |
| 14 agosto | Derbyshire Championships 1920 Buxton, Gran Bretagna Singolare - Doppio                 | Elizabeth Ryan 6-1 6-2                                    | E. Tanner                           |               |                     |
| 14 agosto | Derbyshire Championships 1920 Buxton, Gran Bretagna Singolare - Doppio                 | Ethel Larcombe Elizabeth Ryan 6-0 6-4                     | E. Rose E. Tanner                   |               |                     |
| 14 agosto | Derbyshire Championships 1920 Buxton, Gran Bretagna Singolare - Doppio                 | Doppio misto: Ethel Larcombe Alian Gerbault 9-7 6-1       | Elizabeth Ryan C. Miller            |               |                     |
| 15 agosto | German Championships 1920 Amburgo, Germania Singolare - Doppio                         | Ilse Friedleben 6-0 6-0                                   | L. Vormann                          |               |                     |
| 15 agosto | German Championships 1920 Amburgo, Germania Singolare - Doppio                         |                                                           |                                     |               |                     |
| 15 agosto | German Championships 1920 Amburgo, Germania Singolare - Doppio                         | Doppio misto: Ilse Friedleben Oscar Kreuzer               |                                     |               |                     |
| 21 agosto | North of England Championships 1920 Scarborough, Gran Bretagna Singolare - Doppio      | Elizabeth Ryan 6-1 6-3                                    | E. Rose                             |               |                     |
| 21 agosto | North of England Championships 1920 Scarborough, Gran Bretagna Singolare - Doppio      | Elizabeth Ryan Ethel Thomson                              | Dorothy Shepherd Olive Winslow      |               |                     |
| 21 agosto | North of England Championships 1920 Scarborough, Gran Bretagna Singolare - Doppio      | Doppio misto: Elizabeth Ryan T.Y. Sherwell 6-4 6-2        | Ethel Larcombe Leslie Godfree       |               |                     |
| 21 agosto | Tennis ai Giochi della VII Olimpiade Anversa, Belgio Terra rossa Singolare - Doppio    | Suzanne Lenglen 6-3, 6-0                                  | Dorothy Holman                      |               |                     |
| 21 agosto | Tennis ai Giochi della VII Olimpiade Anversa, Belgio Terra rossa Singolare - Doppio    | Kitty McKane Winifred McNair 8-6 6-4                      | Winifred Beamish Dorothy Holman     |               |                     |
| 22 agosto | Longwood Invitational 1920 Longwood, USA Erba Singolare - Doppio                       | Marion Zinderstein 6-4 6-3                                | Eleanor Tennant                     |               |                     |
| 22 agosto | Longwood Invitational 1920 Longwood, USA Erba Singolare - Doppio                       | Eleanor Tennant Marion Zinderstein 6-1 1-6 6-2            | Edith Sigourney Phyllis Walsh       |               |                     |
| 29 agosto | Torneo di Deauville 1920 Deauville, Francia Singolare - Doppio                         | Sylvia Jung 6-3 7-5                                       | Daisy Speranza}                     |               |                     |
| 29 agosto | Torneo di Deauville 1920 Deauville, Francia Singolare - Doppio                         | Marie Danet Daisy Speranza 6-1 7-5                        | Sylvia Jung Mlle Ulmo               |               |                     |
| 29 agosto | Torneo di Deauville 1920 Deauville, Francia Singolare - Doppio                         | Doppio misto: Daisy Speranza Pierre Albarran 6-3 6-2      | Mme del Monte R. Barbas             |               |                     |
| 30 agosto | Torneo di Budleigh Salterton 1920 Budleigh Salterton, Gran Bretagna Singolare - Doppio | Elizabeth Ryan 6-3, 6-2                                   | Phyllis Satterthwaite               |               |                     |
| 30 agosto | Torneo di Budleigh Salterton 1920 Budleigh Salterton, Gran Bretagna Singolare - Doppio | Elizabeth Ryan Ethel Thomson                              | M. Davies Phyllis Satterthwaite     |               |                     |

### Settembre
| Settimana    | Torneo | Vincitore                                                          | Finalista                             | Semifinalisti | Eliminati ai quarti |
| ------------ | --- | ------------------------------------------------------------------ | ------------------------------------- | ------------- | ------------------- |
| 4 settembre  | Rockaway Hunting Club Invitational 1920 (Cedarhurst Invitational) Cederhurst, USA Erba Singolare - Doppio | Molla Bjurstedt 6-1 6-0                                            | Edith Sigourney                       |               |                     |
| 4 settembre  | Rockaway Hunting Club Invitational 1920 (Cedarhurst Invitational) Cederhurst, USA Erba Singolare - Doppio | Helen Baker Eleanor Tennant                                        | Molla Bjurstedt Eleanor Goss          |               |                     |
| 4 settembre  | Cinque Ports Championships 1920 Folkestone, Gran Bretagna Singolare - Doppio                              | Winifred Beamish 6-3 7-9 6-3                                       | Winifred McNair                       |               |                     |
| 4 settembre  | Cinque Ports Championships 1920 Folkestone, Gran Bretagna Singolare - Doppio                              | Winifred Beamish Edith Johnson titolo condiviso                    | Mrs Armstrong Winifred McNair         |               |                     |
| 4 settembre  | Cinque Ports Championships 1920 Folkestone, Gran Bretagna Singolare - Doppio                              | Doppio misto: Winifred McNair Arthur Prebble 6-4 6-4               | Geraldine Beamish Alfred Beamish      |               |                     |
| 5 settembre  | Torneo di Boulogne 1920 Boulogne, Francia Singolare - Doppio                                              | Suzanne Lenglen 6-0 6-0                                            | Madeline O'Neill                      |               |                     |
| 5 settembre  | Torneo di Boulogne 1920 Boulogne, Francia Singolare - Doppio                                              | Suzanne Lenglen Madeline O'Neill 6-2 6-0                           | Mrs Jackson M. Wright                 |               |                     |
| 5 settembre  | Torneo di Boulogne 1920 Boulogne, Francia Singolare - Doppio                                              | Doppio misto: F. Massiet William Laurentz 6-3 2-6 6-1              | Madeline O'Neill Charles Dixon        |               |                     |
| 6 settembre  | Sussex Championships 1920 Brighton, Gran Bretagna Singolare - Doppio                                      | Elizabeth Ryan 6-2 2-6 6-2                                         | Dorothy Holman                        |               |                     |
| 6 settembre  | Sussex Championships 1920 Brighton, Gran Bretagna Singolare - Doppio                                      | Phyllis Howkins Covell Elizabeth Ryan 6-3 6-4                      | Winifred Beamish Agnes Tuckey         |               |                     |
| 6 settembre  | Sussex Championships 1920 Brighton, Gran Bretagna Singolare - Doppio                                      | Doppio misto: Elizabeth Ryan G.T.C. Watt 6-2 6-1                   | Phyllis Howkins Beverly Covell        |               |                     |
| 12 settembre | Le Touquet First Meeting 1920 Le Touquet, Francia Singolare - Doppio                                      | Suzanne Lenglen 6-0 6-1                                            | Madeline O'Neill                      |               |                     |
| 12 settembre | Le Touquet First Meeting 1920 Le Touquet, Francia Singolare - Doppio                                      | Suzanne Lenglen Madeline O'Neill 6-1 6-1                           | Mrs Jackson M. Wright                 |               |                     |
| 12 settembre | Le Touquet First Meeting 1920 Le Touquet, Francia Singolare - Doppio                                      | Doppio misto: Suzanne Lenglen Charles Lyle walkover                | Blanche Colston William Laurentz      |               |                     |
| 13 settembre | Torneo di Rye 1920 Rye, USA Singolare - Doppio                                                            | Molla Bjurstedt                                                    | Eleanor Goss                          |               |                     |
| 13 settembre | Torneo di Rye 1920 Rye, USA Singolare - Doppio                                                            |                                                                    |                                       |               |                     |
| 18 settembre | Kent Coast Championships 1920 Hythe, Gran Bretagna Singolare - Doppio                                     | Kitty McKane 6-1 6-1                                               | Mabel Parton                          |               |                     |
| 18 settembre | Kent Coast Championships 1920 Hythe, Gran Bretagna Singolare - Doppio                                     | Dorothy Kemmis-Betty Mabel Parton titolo condiviso                 | Aurea Edgington Kitty McKane          |               |                     |
| 18 settembre | Kent Coast Championships 1920 Hythe, Gran Bretagna Singolare - Doppio                                     | Doppio misto: Phyllis Satterthwaite Jack Hillyard titolo condiviso | Aurea Edgington Herbert Roper Barrett |               |                     |
| 18 settembre | South of England Championships 1920 Eastbourne, Gran Bretagna Singolare - Doppio                          | Elizabeth Ryan 6-2 4-6 6-1                                         | Geraldine Beamish                     |               |                     |
| 18 settembre | South of England Championships 1920 Eastbourne, Gran Bretagna Singolare - Doppio                          | Phyllis Howkins Covell Dorothy Shephard 6-1 6-1                    | Gladys Lamplough Elizabeth Ryan       |               |                     |
| 18 settembre | South of England Championships 1920 Eastbourne, Gran Bretagna Singolare - Doppio                          | Doppio misto: Annis Cobb Cyril Eames titolo condiviso              | Elizabeth Ryan Gordon Lowe            |               |                     |
| 18 settembre | U.S. National Championships 1920 Filadelfia, USA Erba Singolare - Doppio                                  | Molla Bjurstedt 6-3, 6-1                                           | Marion Zinderstein                    |               |                     |
| 18 settembre | U.S. National Championships 1920 Filadelfia, USA Erba Singolare - Doppio                                  | Eleanor Goss Marion Zinderstein 6-3, 6-1                           | Helen Baker Eleanor Tennant           |               |                     |
| 20 settembre | Hendon Autumn Meeting 1920 Hendon, Gran Bretagna Singolare - Doppio                                       | Elizabeth Ryan 6-4 6-2                                             | Dorothy Holman                        |               |                     |
| 20 settembre | Hendon Autumn Meeting 1920 Hendon, Gran Bretagna Singolare - Doppio                                       | Elizabeth Ryan Ethel Thomson 6-2 6-1                               | Aurea Edgington Kitty McKane          |               |                     |
| 20 settembre | Hendon Autumn Meeting 1920 Hendon, Gran Bretagna Singolare - Doppio                                       | Doppio misto: Elizabeth Ryan Gordon Lowe 6-3 8-6                   | Ethel Larcombe Leslie Godfree         |               |                     |

### Ottobre
| Settimana  | Torneo                                                                          | Vincitore                                           | Finalista                    | Semifinalisti | Eliminati ai quarti |
| ---------- | ------------------------------------------------------------------------------- | --------------------------------------------------- | ---------------------------- | ------------- | ------------------- |
| 2 ottobre  | New York State Championships 1920 New York, USA Singolare - Doppio              | Marie Wagner 6-2 6-0                                | Mrs E. Lynch                 |               |                     |
| 2 ottobre  | New York State Championships 1920 New York, USA Singolare - Doppio              |                                                     |                              |               |                     |
| 8 ottobre  | Bay Counties Championships 1920 Bay Counties, USA Singolare - Doppio            | Helen Baker 6-3 7-5                                 | Anna Leachman                |               |                     |
| 8 ottobre  | Bay Counties Championships 1920 Bay Counties, USA Singolare - Doppio            |                                                     |                              |               |                     |
| 23 ottobre | World Covered Court Championships 1920 Londra, Gran Bretagna Singolare - Doppio | Winifred Beamish 6-2 5-7 9-7                        | Kitty McKane                 |               |                     |
| 23 ottobre | World Covered Court Championships 1920 Londra, Gran Bretagna Singolare - Doppio | Geraldine Beamish Kathleen McKane 6-3 7-5           | Doris Craddock Irene Peacock |               |                     |
| 23 ottobre | World Covered Court Championships 1920 Londra, Gran Bretagna Singolare - Doppio | Doppio misto: Irene Peacock Francis Fisher walkover | Kitty McKane Stanley Doust   |               |                     |

### Novembre
| Settimana   | Torneo                                                               | Vincitore                                                 | Finalista                        | Semifinalisti | Eliminati ai quarti |
| ----------- | -------------------------------------------------------------------- | --------------------------------------------------------- | -------------------------------- | ------------- | ------------------- |
| 27 novembre | Victorian Championships 1920 Melbourne, Australia Singolare - Doppio | Margaret Molesworth 7-5 8-6                               | Esna Boyd                        |               |                     |
| 27 novembre | Victorian Championships 1920 Melbourne, Australia Singolare - Doppio | Esna Boyd Dorothy Schlesinger 6-3 8-6                     | Lily Addison K Westmoreland      |               |                     |
| 27 novembre | Victorian Championships 1920 Melbourne, Australia Singolare - Doppio | Doppio misto: Dorothy Schlesinger Pat O'Hara Wood 6-3 6-3 | Floris Saint George Norman Peach |               |                     |

### Dicembre
| Settimana   | Torneo                                                                    | Vincitore                                  | Finalista                       | Semifinalisti | Eliminati ai quarti |
| ----------- | ------------------------------------------------------------------------- | ------------------------------------------ | ------------------------------- | ------------- | ------------------- |
| 31 dicembre | New Zealand Championships 1920 Auckland, Nuova Zelanda Singolare - Doppio | Mrs Hodges 6-1 6-1                         | Miss Macfarlane                 |               |                     |
| 31 dicembre | New Zealand Championships 1920 Auckland, Nuova Zelanda Singolare - Doppio | Mrs Hodges Miss Macfarlane 5-7 6-1 6-2     | Mrs Marchbanks Margaret Peacock |               |                     |
| 31 dicembre | New Zealand Championships 1920 Auckland, Nuova Zelanda Singolare - Doppio | Doppio misto: Miss Macfarlane EW Griffiths |                                 |               |                     |

### Senza data
| Settimana | Torneo                                                                | Vincitore        | Finalista                 | Semifinalisti | Eliminati ai quarti |
| --------- | --------------------------------------------------------------------- | ---------------- | ------------------------- | ------------- | ------------------- |
|           | Engadine Championships 1920 Sankt Moritz, Svizzera Singolare - Doppio | Germaine Golding | non conosciuta (bandiera) |               |                     |
|           | Engadine Championships 1920 Sankt Moritz, Svizzera Singolare - Doppio |                  |                           |               |                     |
|           | Torneo di La Jolla 1920 La Jolla, USA Singolare - Doppio              | Marion Williams  | non conosciuta (bandiera) |               |                     |
|           | Torneo di La Jolla 1920 La Jolla, USA Singolare - Doppio              |                  |                           |               |                     |
|           | Indian Championships 1920 , India Singolare - Doppio                  | Irene Peacock    | non conosciuta (bandiera) |               |                     |
|           | Indian Championships 1920 , India Singolare - Doppio                  |                  |                           |               |                     |